# Villa Piovene
Villa Piovene – willa wybudowana według projektu Andrei Palladia na zamówienie rodziny Piovene. Znajduje się w miejscowości Lonedo di Lugo koło Vicenzy. 

## Historia
Villa Piovene powstawała po roku 1539, a mocodawcy Palladia Battista i Tommaso Piovene chcieli, by jej piękno przewyższyło wygląd położonej w sąsiedztwie willi rodziny Godi. Andrea Palladio nie nadzorował całości prac budowlanych, jednak jego projekt został zrealizowany wiernie przez Francesco Muttoniego. 
W XIX wieku obok willi pojawił się ogród. W 1996 willa została wpisana na listę Światowego Dziedzictwa UNESCO razem z innymi tego typu obiektami w regionie weneckim. Do dzisiaj stanowi własność prywatną.

## Architektura
Centralnym punktem fasady obiektu jest loggia z sześcioma jońskimi kolumnami podtrzymującymi tympanon. Okna obiektu, rozmieszczone w równych rzędach, są kwadratowe, bez obramowań. Na tympanonie wyrzeźbiony został herb rodziny Piovene oraz trzy postacie mitologiczne. Do głównej bryły budynku przylegają zabudowania gospodarcze. Po urządzeniu w XIX wieku ogrodu, główna aleja wjazdowa do willi została obsadzona drzewami. 